# Journey Home
- Journey Home는 김종국의 7집앨범 정규음반이다.

- 김종국, 남자를, 그리고 자신을 노래하다. 그의 진솔하고 가슴을 울리는 이야기를 이제 막 시작한다.

## 수록곡
1. 니가 생각나
2. 천 개의 발자국
3. 좋겠다
4. 남자가 다 그렇지 뭐
5. 너무 예뻤어
6. 너에게 하고 싶은 말 (Feat. 개리, 하하)
7. Nostalgia (Feat. 마이키)
8. 지워진다
9. 남자도 슬프다 (Feat. 마이티마우스)
10. 끝이 아닌 이야기

## 같이 보기
- 김종국